# David Andrews (acteur)
Pour les articles homonymes, voir David Andrews  (homonymie) et Andrews.
David Andrews (né le 2 novembre 1952 à Bâton-Rouge, en Louisiane, États-Unis) est un acteur américain.
Il est surtout connu pour son rôle de l'ouvrier John Hall, l'un des personnages principaux du film La Créature du cimetière, adapté d'une nouvelle de Stephen King intitulée Poste de nuit.
Pour le reste de sa carrière au cinéma, il a surtout interprété des personnages secondaires. Ses rôles à la télévision sont plus importants, et souvent, dans des téléfilms, il compte parmi les rôles principaux.

## Filmographie

### Cinéma
- 1984 : Les Griffes de la nuit (A Nightmare on Elm Street) de Wes Craven : Foreman
- 1985 : Kerouac, the Movie de John Antonelli : Dean Moriarty
- 1987 : Cherry 2000 de Steve De Jarnatt : Sam Treadwell
- 1990 : La Créature du cimetière (Graveyard Shift) de Ralph S. Singleton : John Hall
- 1993 : The Pitch de Doug Ellin : Intellectual
- 1994 : Wyatt Earp de Lawrence Kasdan : James Earp
- 1995 : Apollo 13 de Ron Howard : Pete Conrad
- 1995 : The Whiskey Heir de Joann Fregalette Jansen : Nathan
- 1997 : Sous pression (Bad Day on the Block) de Craig R. Baxley : Reese Braverton
- 1999 : Fight Club de David Fincher : Thomas
- 2001 : Hannibal de Ridley Scott : FBI Agent Pearsall
- 2002 : Town Diary de Jack Kenny (en) : Brian McCauley
- 2002 : Le Temps d'un automne (A Walk to Remember) d'Adam Shankman : M.. Kelly
- 2003 : En route vers son destin (A Touch of Fate) de Rebecca Cook : James Kline
- 2003 : Terminator 3 : Le Soulèvement des machines (Terminator 3: Rise of the Machines) de Jonathan Mostow : Robert Brewster
- 2003 : Two Soldiers d'Aaron Schneider : Lieutenant Hogenbeck
- 2004 : The Last Summer de Jonathan Landau : Richard Finney
- 2005 : The Rain Makers de Ray Ellingsen : Jerry
- 2005 : Furtif (Stealth) de Rob Cohen : Ray
- 2006 : Pulse de Jim Sonzero (en) : Edward Watson
- 2010 : Fair Game de Doug Liman : Scooter Libby
- 2010 : Cher John
- 2011 : La Conspiration
- 2013 : World War Z de Marc Forster : le capitaine Mullenaro de l'US Navy
- 2014 : Jessabelle de Kevin Greutert : Leon

### Télévision
- 1984 : Autopsie d'un crime (en) (The Burning Bed) : Wimpy Hughes
- 1985 : Midas Valley
- 1985 : Wild Horses : Dean Ellis
- 1986 : La Loi de Los Angeles (L.A. Law) (série TV) : Mr. Simmons
- 1987 : Pulaski : Larry Summers (aka Pulaski)
- 1984 : Deux flics à Miami (Miami Vice) : Jack Crockett
- 1988 : Equalizer (The Equalizer) : Dale Stevens
- 1990 : Confiance aveugle (en) (Blind Faith) : Ricky Dunlap
- 1990 : A Son's Promise : Wayne O'Kelley
- 1991 : The Antagonists (en) : Jack Scarlett
- 1991 : La Nuit du mensonge (Living a Lie) : Lonnie
- 1992 : Mann & Machine (en) : Det. Bobby Mann
- 1994 : Belle de nuit (Deconstructing Sarah) : Paul
- 1995 : Shame II: The Secret
- 1995 : The Monroes : William (Billy) Monroe
- 1996 : Sophie & the Moonhanger
- 1996 : Our Son, the Matchmaker (en) : Steve Carson
- 1996 : Murder One: L'affaire Rooney (Murder One) : Michael Beiden
- 1997 : Promised Land (en) : Frank Conroy
- 1998 : Un choix difficile (Fifteen and Pregnant) : Cal Spangler
- 1998 : De la Terre à la Lune (From the Earth to the Moon) : Astronaut Frank Borman
- 1998 : Les Rois de Las Vegas (The Rat Pack) : Gme3
- 1998 : Voilà ! (Just Shoot Me!) : Jay Crew
- 1999 : La Couleur du courage (The Color of Courage) : Philip Renfrew
- 1999 : Destins confondus (Switched at Birth) : James Barlow
- 2000 : Les Anges du bonheur (Touched by an Angel) : Jim
- 2000 : Dans les filets de l'amour (it) (Navigating the Heart)  : William Sanders
- 2000 : Dawson (Dawson's Creek) : Gus Weiner
- 2001 : On the Road Again (en) (Going to California) : Dr. Washington
- 2001 : Frères d'armes (Band of Brothers) : General Elbridge C. Chapman
- 2002 : Six Feet Under : Michael Piper
- 2002 : Preuve à l'appui (Crossing Jordan) : Bayless
- 2003 : The Practice : Bobby Donnell et Associés (The Practice) : Judge Wilbur Stucky
- 2003 : Les Experts (CSI: Crime Scene Investigation) : Officer Fromansky
- 2004 : Star Trek : Enterprise (Enterprise) : Lorian
- 2004 : Les Fantômes de l'amour (The Dead Will Tell) : John Hytner
- 2003 : Dragnet (L.A. Dragnet) : Capt. Silva
- 2004 : JAG  : Maj. Gen. Gordon 'Biff' Cresswell
- 2005 : New York, section criminelle (Law & Order: Criminal Intent)  : Lloyd Wilkes
- 2005 : Surface : Officer Furella - Animal Control
- 2006 : Les Experts : Miami (CSI: Miami) : Richard Bowman
- 2006 : Stargate SG-1 : Se'tak
- 2007 : The Closer (The Closer) : Donald Baxter, Jr.
- 2008 : 12 Miles of Bad Road (en) : Saxby Hall
- 2008 : Esprits criminels (Criminal Minds) : Sheriff Bruner
- 2008 : Brothers & Sisters : George Lafferty
- 2009 : Ghost Whisperer : À cœur ouvert (saison 5 épisode 4) : Docteur Glassman
- 2010 : Trois Bagues au doigt (Marry Me) : Swan Carter
- 2012 : Justified : shérif Tillman Napier
- 2015 : NCIS : Enquêtes spéciales : D'entre les morts (saison 13 épisode 1) : Errol Coyne, secrétaire de la défense nationale
- 2016 : The Catch : Chantages (saison 1 épisode 5) : Tony Ellis
- 2016 à 2018 : Shooter : Sam Vincent (8 épisodes)
- 2017 : Murder : Je l'aime encore (saison 4 épisode 5) : Hugh Murphy
- 2018 : Tell Me a Story : Chapitre 4 : Rage et Chapitre 5 : Folie : Richard Winston
- Depuis 2019 : The Boys : sénateur puis président Calhoun
- 2019 : For All Mankind : Il a construit Saturn V (He Built The Saturn V) (saison 1 épisode 2) : Admiral Scott Uken
- 2019 : Watchmen : Elle a été tuée par un débris spatial (saison 1 épisode 3) : Deputy Director Farragut
- 2019 à 2021 : Reine du Sud : Le Juge Cecil Lafayette (16 épisodes)

## Voix françaises
| - Philippe Peythieu dans : - Wyatt Earp - Murder One (série télévisée) - Castle (série télévisée) - Justified (série télévisée) - Perception (série télévisée) - Scandal (série télévisée) - House of Cards (série télévisée) - Murder (série télévisée) - Reine du Sud (série télévisée) - Guy Chapellier dans : - Fight Club - Esprits criminels (série télévisée) - The Whispers (série télévisée) - The Catch (série télévisée) - Patrick Béthune dans : - World War Z - JAG (série télévisée) - NCIS : Enquêtes spéciales (série télévisée) - Revolution (série télévisée) - Érik Colin dans (les téléfilms) : - Un choix difficile - Destins confondus | - Hervé Jolly dans (les séries télévisées) : - Preuve à l'appui - Shooter Et aussi - François Leccia dans Cherry 2000 - Bernard Gabay dans La Créature du cimetière - Éric Legrand dans Apollo 13 - Bruno Carna dans Hannibal - Yves Beneyton dans Terminator 3 : Le Soulèvement des machines - Éric Herson-Macarel dans Fair Game - Yves Degen dans La Conspiration - Jean-Claude Donda dans De la Terre à la Lune (mini-série) - Pascal Germain dans Dawson (série télévisée) - Jean-Pierre Leclerc dans Dragnet (série télévisée) - Hervé Furic dans Crisis (série télévisée) - Nicolas Marié dans Trois Bagues au doigt (mini-série) - Philippe Dumond dans Surface (série télévisée) |